# Fort de Pugey
Le fort de Pugey, ou ouvrage de Pugey, est une fortification française de la fin du XIXe siècle appartenant au camp retranché de Besançon (appellation de l'époque de la place fortifiée), dans le département du Doubs.

## Histoire
La place forte de Besançon, d'origine médiévale mais largement remaniée sous Charles Quint puis sous Louis XIV, connut un nécessaire élargissement entre 1791 et 1870 avec l'implantation de lunettes d'Arçon et de forts sur les points hauts dominant directement la ville et la citadelle.
Un premier camp retranché sera construit hâtivement durant la guerre franco-prussienne de 1870. Après la défaite et le retrait des armées allemandes, le général Séré de Rivières lancera son programme national de défense des frontières comprenant notamment la création de ceintures de forts autour des principales places de l'Est. Celui-ci se concrétisera sur Besançon par la construction ou le remaniement entre 1872 et 1880 d'une redoute, de dix forts et sept batteries.
Le besoin d'élargir le périmètre du camp vers l'est et le sud nécessita une deuxième phase de travaux entre 1888 et 1893, à savoir cinq ouvrages, deux batteries et un fort, celui de Pugey (qui est dénommé « ouvrage » sur les documents du génie militaire). C'est la crête séparant Pugey de Larnod qui sera retenue pour son implantation. Prenant place en avant d'Arguel et de Planoise, Pugey complétait ainsi la ceinture fortifiée longue d'une cinquantaine de kilomètres autour de Besançon. Si une batterie de trois canons pointait vers l'extérieur (sud), l'intérêt principal du fort résidait dans le croisement des feux de ses quatre canons sous casemates avec la batterie Rolland et le fort de Planoise.
La construction du fort, projetée dès 1879, sera réalisée de 1890 à 1892 par creusement sous roc puis complétée, outre les habituels hangar d'artillerie et maison de gardien, par un dispositif de récupération des eaux pluviales (dit source Rouby dans le langage militaire), et un magasin à poudre creusé sous roc (magasin à poudre-caverne). Le chemin stratégique, actuel chemin d'accès au fort, débute à proximité de ce magasin situé près du point haut de la route entre le bourg de Pugey et le hameau de la Maltournée (route D 142).

## Description

### Présentation
Le fort est unique sur la place de Besançon du fait de son enfouissement. Nous sommes ici très éloignés de la fortification bastionnée chère aux disciples de Vauban, qui eut cours jusqu'en 1870 (le fort des Justices à Besançon, construit en 1870-1872 sur un projet ancien, fut sans doute le dernier fort bastionné de France).
Si, sur les autres fortifications du camp retranché un tracé polygonal classique a été adopté, à Pugey construit après la crise de l'obus-torpille (1885), c'est un creusement en caverne qui fut choisi : les fossés entourent une position de batterie, une section de chemin de ronde protégée par un mur crénelé et une place d'armes, mais le fort lui-même se trouve à une dizaine de mètres sous la surface, pas moins de six mètres de rocher protégeant efficacement les locaux des impacts éventuels d'obus chargés à la mélinite. Pour atteindre l'entrée principale, ouverte dans le fossé de gorge et protégée par un fossé surbaissé, il fallait emprunter un escalier "pas de souris" accolé au mur de contrescarpe.
Le parties stratégiques apparentes ont été réalisées en béton spécial d'emploi alors récent : coffres de flanquement des fossés (version modernisée des caponnières), dômes de protection des deux escaliers à vis reliant l'intérieur au haut, embrasures de tir des caves à canons. L'épaisseur de béton atteint 2 à 2,5 m sur les dessus des coffres et dômes. Le reste de la construction est maçonné : les locaux et couloirs souterrains sont voûtés et une partie des escarpe et contrescarpe sont soutenues par des murs, le reste étant constitué de rocher naturel ou de terre coulante. Les pierres extraites du creusement des fossés et de la caverne ont été employées pour la maçonnerie, complétées par un apport de matériaux provenant de carrières communales distantes de quelques kilomètres.
La garnison prévue était de 176 hommes :160 fantassins et artilleurs, 12 sous-officiers et 4 officiers. L'armement de 1893 consistait en 2 canons de 95 mm (casemates est), 2 canons de 155 mm C (casemates ouest), 3 canons de 120 mm L pour la batterie haute et 3 canons revolver, assurant le flanquement des fossés. Armement en 1895 : 2 canons de 155 mm C, 4 canons de 120 mm, 6 canons de 95 mm et 3 canons revolver.  
Entre 1892 et 1914, trois positions de batteries ont été aménagées au nord du fort, en bordure de falaise, afin d'accueillir une partie de cet armement dont la composition variait.

### Visite du fort
Le fort appartient à la commune de Pugey qui a acquis le terrain pour 380 000 francs anciens à la fin des années 1950. L'accès à la partie souterraine est maintenant condamné par des grilles et n'est possible que dans le cadre de visites encadrées ou de manifestations.
L'ouvrage barre la crête, large d’une centaine de mètres, séparant Pugey de Larnod, à 494 m d’altitude. Son front de tête est côté sud, c'est celui qui fait face à un ennemi venant de cette direction (Quingey, plateau). L'entrée se situe côté front de gorge et, enfouissement oblige, est ouverte en fond de fossé ce qui ne facilitait pas l'entrée-sortie des pièces d'artillerie.
Il n'y a pas de fossé à l'est (falaise) et celui situé à l'ouest, plus haut que les embrasures de cave à canons positionnées à cet endroit, est interrompu sur une vingtaine de mètres. La distance entre les fossés nord et sud n’est que de 70 mètres. Le premier est aujourd'hui comblé, et le second, nettement plus large, est maintenant coupé en deux par un remblai qui permet le passage du chemin traversant le fort. Les escarpe et  contrescarpe sont très dégradées après des décennies sans entretien, le fort ayant été désaffecté entre les deux guerres mondiales. Le système de défense des fossés est partiellement visible : coffre de flanquement du fossé sud, base d'un bastionnet défendant le fossé ouest, haut du coffre de flanquement du fossé nord. Un parapet d'infanterie domine la partie interrompue du fossé ouest au-dessus des embrasures de tir sous casemates. De la place d'armes délimitée par des levées de terre, deux escaliers à vis d'une cinquantaine de marches protégés par des dômes en béton permettent de gagner les « dessous ». Ce sont, avec les embrasures de tir, les seuls accès possibles à l'intérieur du fort du fait du comblement du fossé nord qui a obstrué la porte principale.
La partie souterraine, autrefois éclairée par des lanternes de forteresse fonctionnant au pétrole, est desservie par deux couloirs à angle droit. Le couloir nord-sud est construit dans le prolongement de l'entrée à fond de fossé. Celle-ci était protégée par un pont à effacement latéral dont l'emplacement est visible de l'intérieur. À côté de ce pont se trouve l'accès au coffre de flanquement du fossé nord qui était équipé d'un canon revolver, ancêtre de la mitrailleuse. Un large escalier permet de descendre au niveau du reste de l'installation. Le couloir dessert ainsi deux caves à canon dont l'artillerie est prévue pour tirer à 4 km vers l'est, un petit magasin à munitions, un emplacement pour tinettes, et à l'extrémité le second coffre qui est double (emplacements pour deux canons revolver) du fait qu'il flanque le fossé côté ennemi large de cinq mètres à la base.
Le couloir est-ouest dessert sur sa droite cinq casemates de douze mètres sur quatre, dont la première est cloisonnée en trois pièces aux usages probables : infirmerie avec 8 couchages ou chambre des officiers, lampisterie, magasin à provisions. Les quatre autres casemates sont les chambrées, chacune pouvant accueillir 44 hommes dans des conditions de confort sommaires : deux rangées de châlits métalliques recouverts de  paillasses, une cheminée d'aérage et un poêle mais pas de fenêtre. À mi-parcours sur la gauche, un petit couloir mène à l'un des escaliers à vis et à la chambre des officiers. Au fond du couloir est-ouest on trouve un local et les deux autres caves à canons orientées pour un tir vers le nord-ouest jusqu'au-delà du méandre du Doubs à Aveney (4 km).
Les murs des chambrées, magasins et d'une partie des couloirs étaient doublés de briques afin d'améliorer l'isolation et canaliser les infiltrations d'eau. La plus grande partie de ces revêtements a été détruite par les troupes allemandes pendant l'occupation. On pense que ces sont les Allemands qui ont dépouillé le fort de ses parties métalliques : portes et leurs encadrements, châlits ainsi que le wagonnet du pont à effacement latéral.

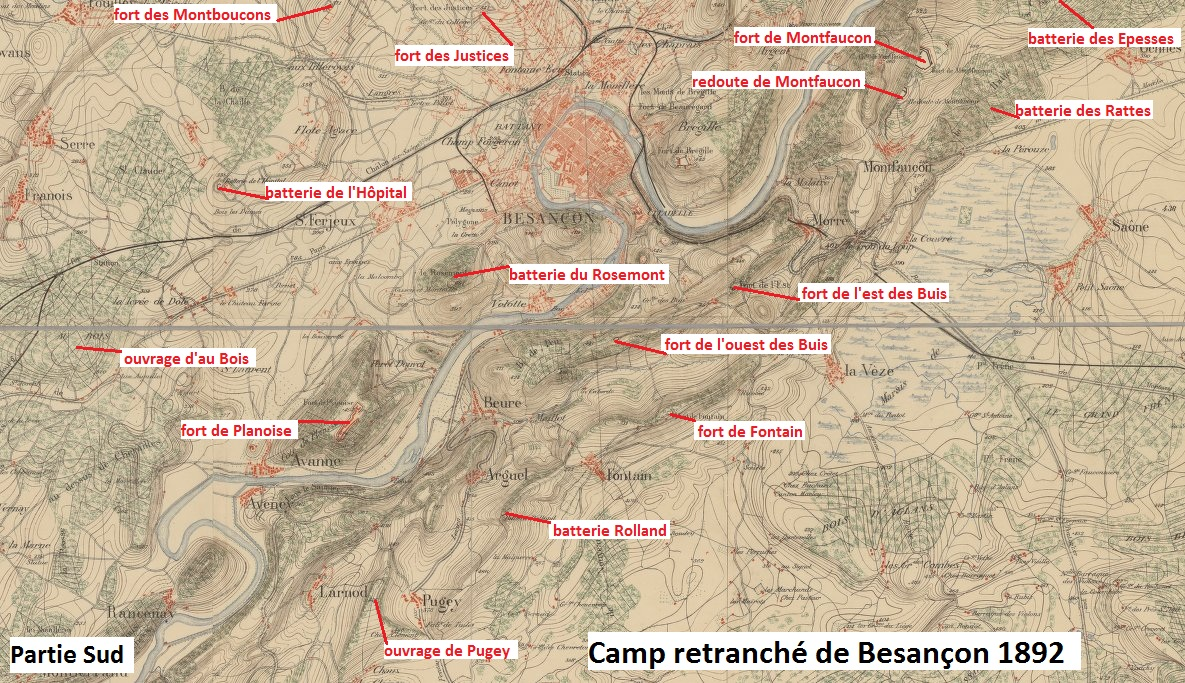
Plan du camp retranché en 1892 ; Pugey est au Sud
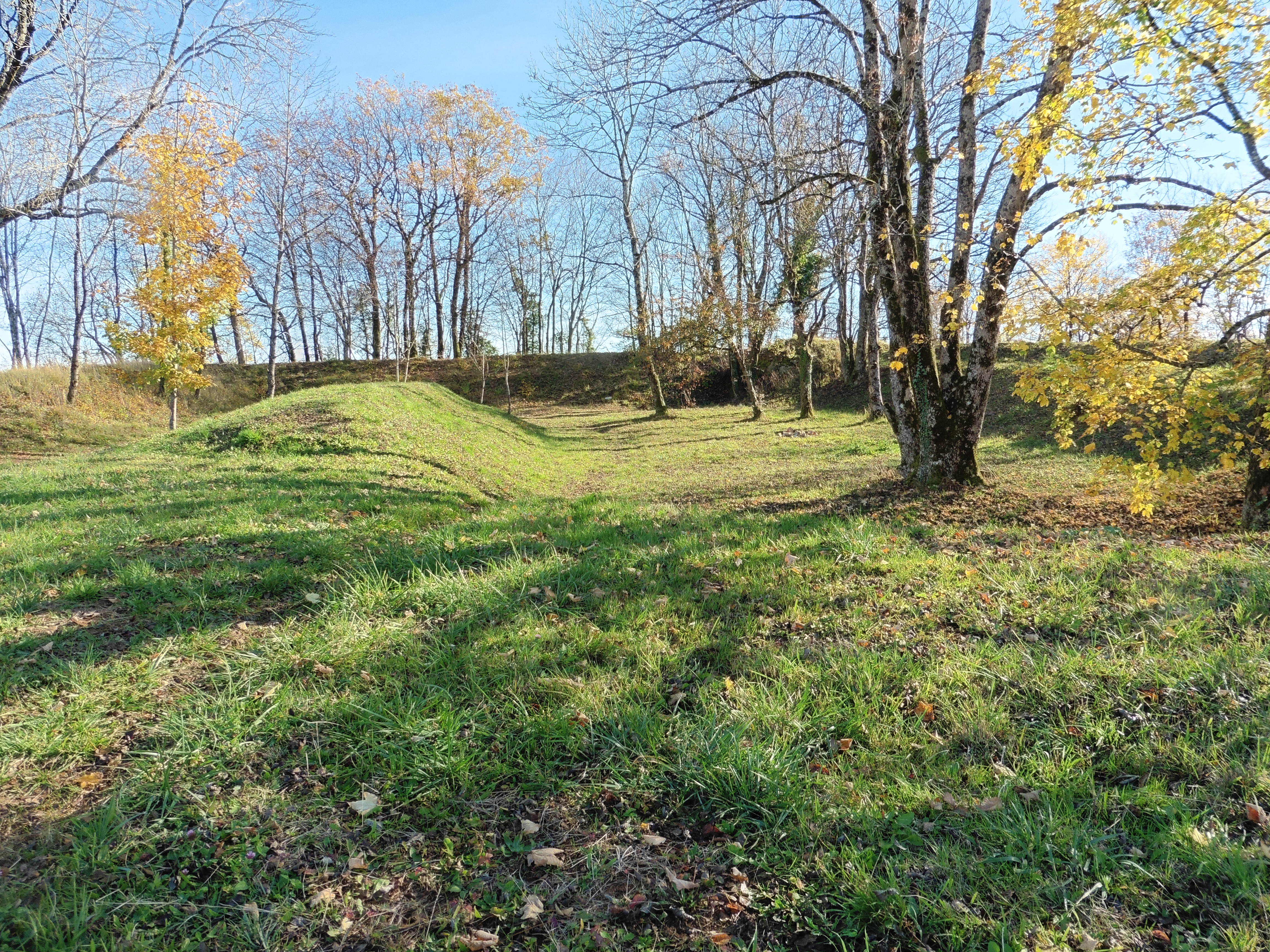
Place d'armes.
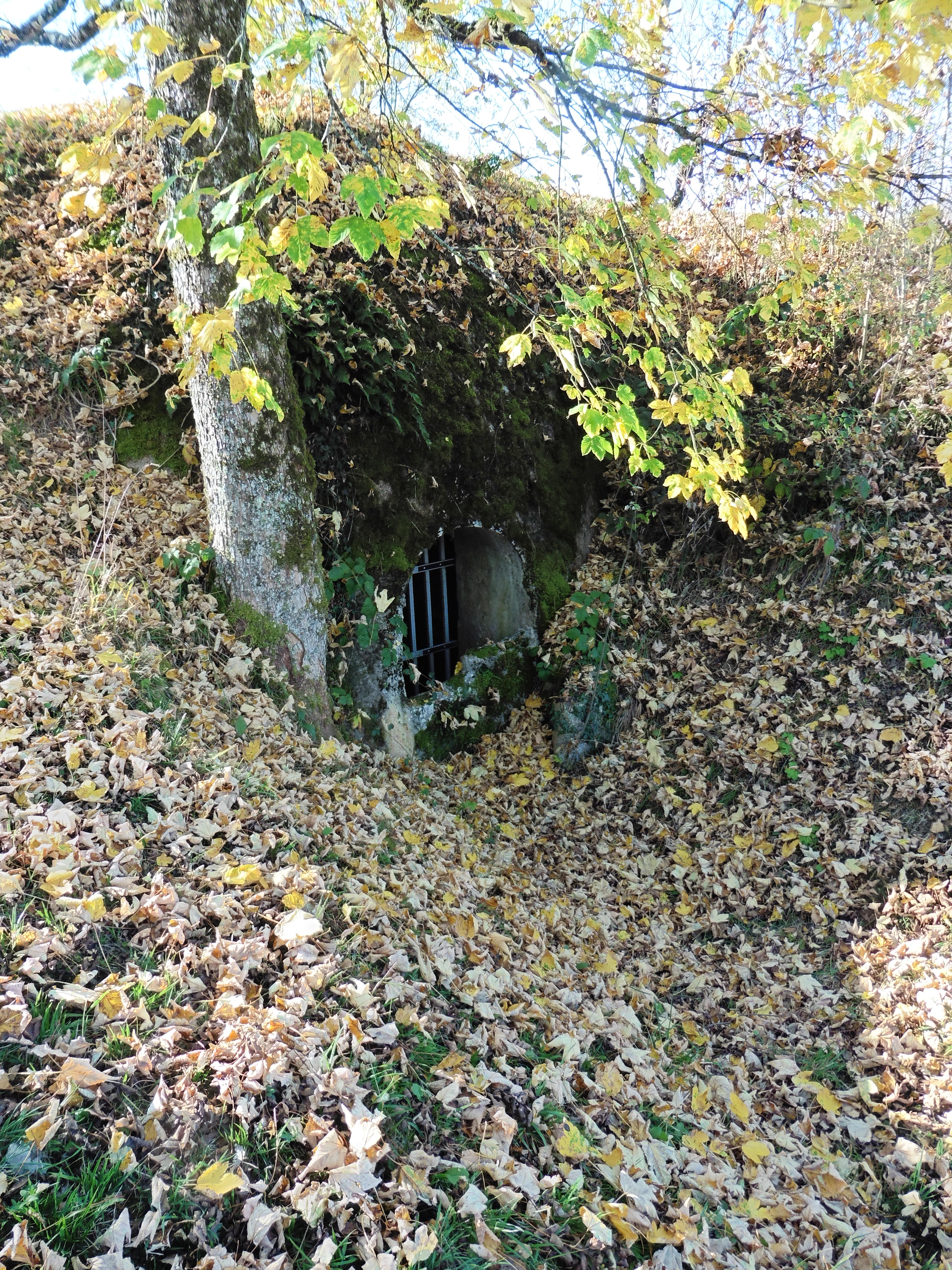
Dôme de protection de l'accès par escalier.
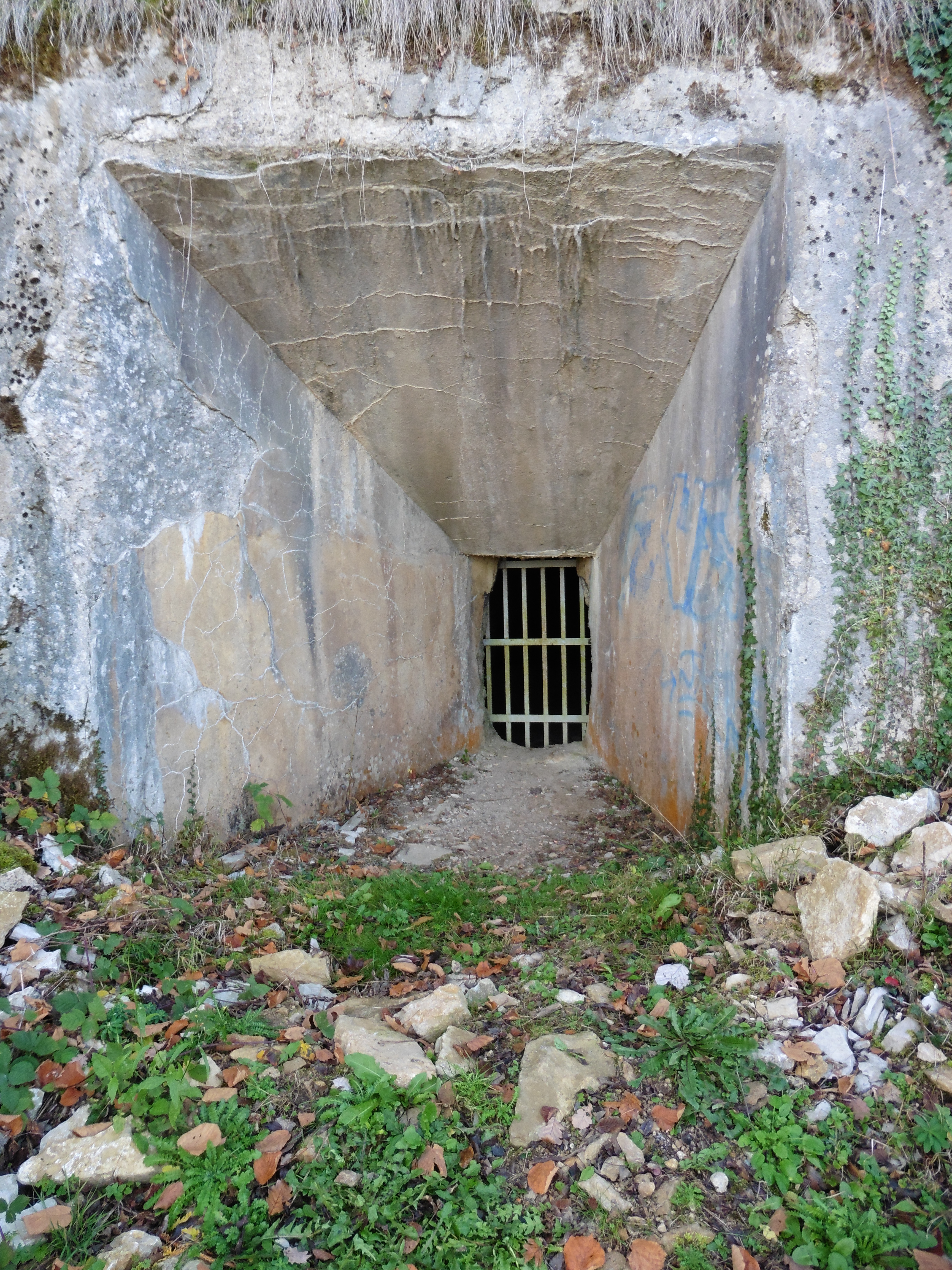
Embrasure à canons ouest.
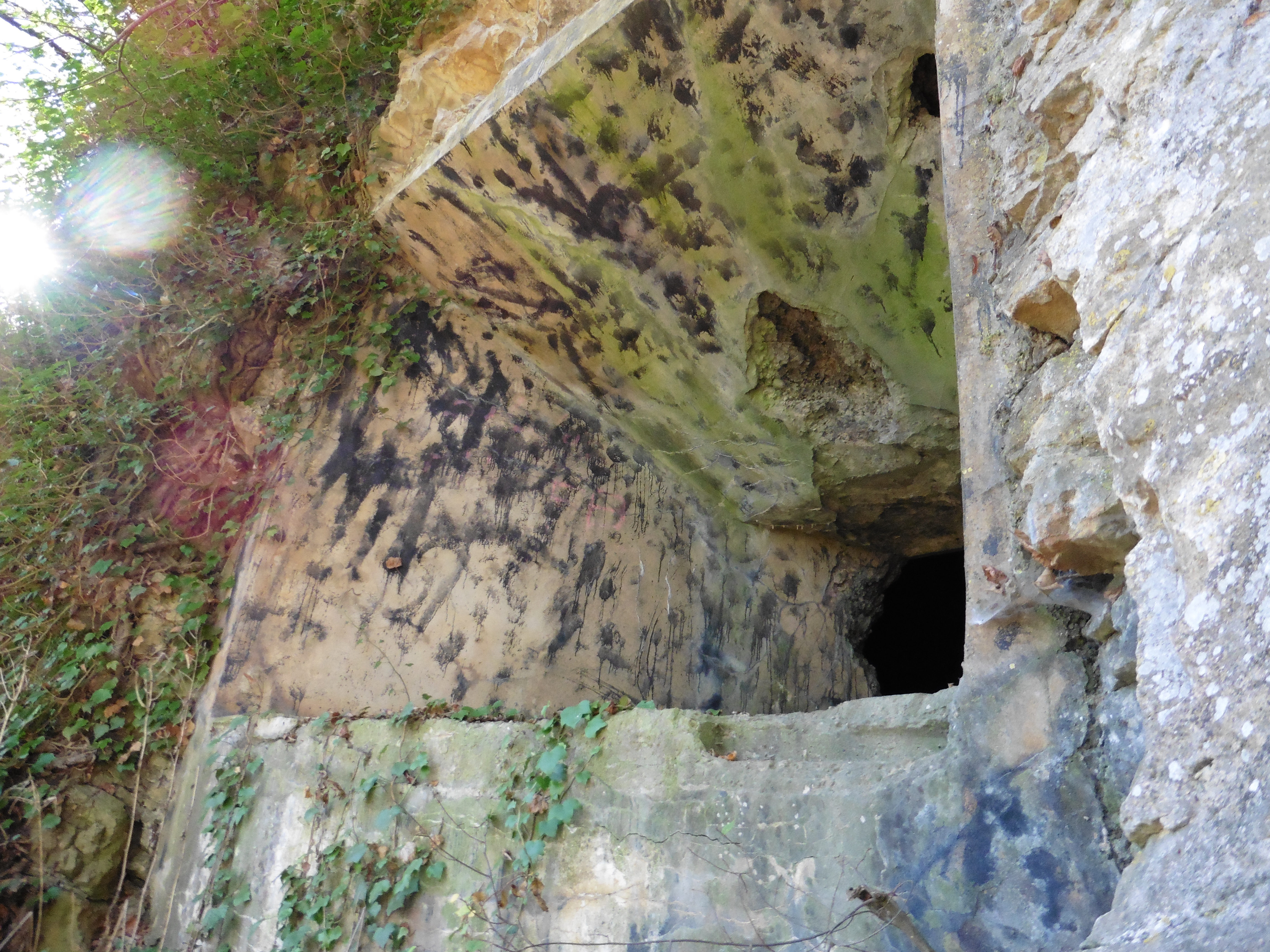
Embrasure à canons est.
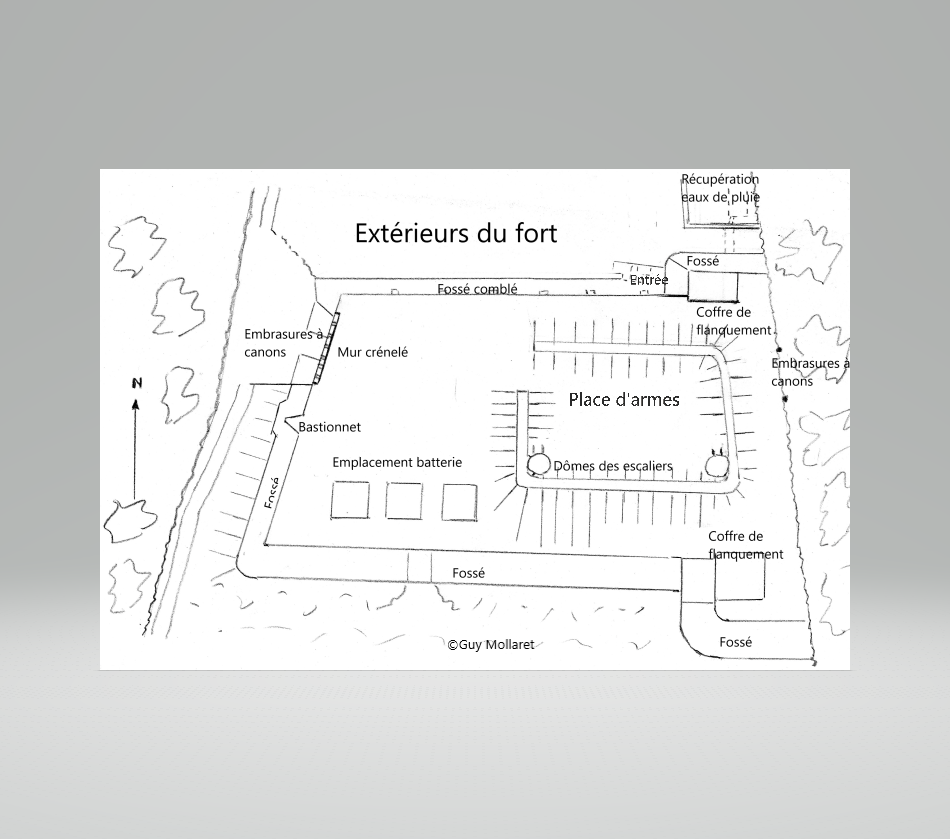
Extérieurs du fort
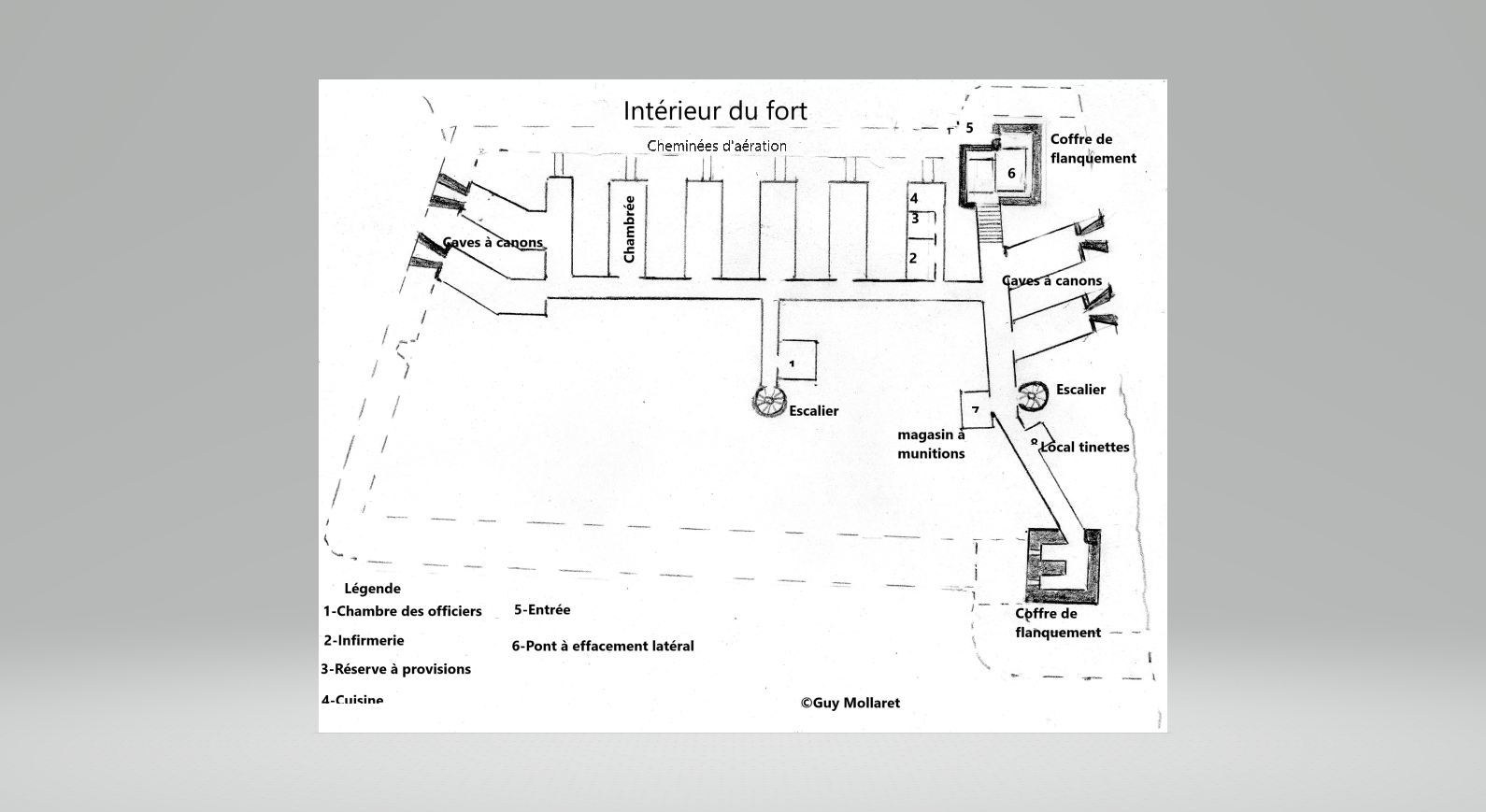
Intérieur du fort

### Le fort hier et aujourd'hui
Comme les autres fortifications du camp retranché, Pugey n'a pas connu l'épreuve du feu. Désaffecté à la suite de son déclassement dans les années 1920, les seuls événements à signaler sont dus à la présence épisodique du groupe Guy Mocquet durant les années d'occupation. Chaque dimanche de l'année 1940, les jeunes résistants s'entraînèrent ici au maniement des armes qu'ils avaient récupérées lors de la débâcle. Puis, en mars 1942, ils expérimentèrent avec succès des bombes artisanales dans le fossé de la porte d'entrée et de l'une des caves à canon. Les Allemands procédèrent à des exercices de tir sur les embrasures à canons côté village qui portent encore la marque des impacts
Les matériaux du hangar et de la maison qui se situaient au niveau de l'aire de captage des eaux de pluie ont été récupérés par des habitants des communes limitrophes dans l'immédiat après guerre. Le fossé nord qui servit un temps de décharge communale a été comblé. Dans les années 1970, une  casemate a été aménagée en champignonnière. 
Après une tentative infructueuse de déblaiement de ce fossé en 2014 par le 19e RG, des buses d'aération des chambrées et du hall d'entrée ont été posées.
En 2009, la municipalité a pris conscience de l'intérêt patrimonial de l'ouvrage en accueillant la deuxième réunion d'AVALFORT, association pour la valorisation des fortifications de Grand Besançon Métropole qui s'est constituée à cette occasion. Depuis, des travaux de déblaiement des gravats et de débroussaillage du terrain ont été effectués en commun et des visites organisées régulièrement. Le fort, qui bénéficie d'un circuit d'éclairage, est ouvert pour des journées du patrimoine depuis 2012. En 2024, une association locale s'est créée.
En 2016, pour  la 16e édition du trail des forts de Besançon, près de 800 concurrents participant à l'épreuve de 48 km ont emprunté pour la première fois les couloirs, longs de 150 mètres, desservant la partie souterraine de l'ouvrage. Depuis, le parcours du trail long passe par Pugey tous les ans.
Deux sessions du jeu collaboratif Escape Game ont été organisées par les jeunes des trois communes de Pugey, Arguel et Fontain : en novembre 2018 dans le cadre du centenaire de la fin de la Guerre de 1914 et le 29 juin 2019, à l'occasion de la fête de l'été.
Une cérémoie s'est déroulée sur place, le 8 mai 2025, pour commémorer les 80 ans de la capitulation de l'Allemagne nazie.